# Аблабекова, Максат
Максат Аблабекова (род. 1949) — киргизская советская колхозница, депутат Верховного Совета СССР.

## Биография
Родилась в 1949 году. Киргизка. По состоянию на 1974 год — член ВЛКСМ. Образование среднее.
С 1969 года свекловичница колхоза. С 1970 года помощник звеньевого колхоза им. Ярославского Калининского района Киргизской ССР.
Депутат Совета Национальностей Верховного Совета СССР 9 созыва (1974—1979) от Калининского избирательного округа № 330 Киргизской ССР. Член Комиссии по товарам народного потребления Совета Национальностей 9 созыва.